# Matt Skiba
Matthew Thomas Skiba, detto Matt (Chicago, 24 febbraio 1976), è un cantante e chitarrista statunitense, membro degli Alkaline Trio e, dal 2015 al 2022, dei Blink-182.

## Biografia
Nato a Chicago il 24 febbraio 1976, si è trasferito nel sobborgo di McHenry, Illinois all'età di tre anni. Durante quegli anni suonava il piano, ma nel 1996 Matt decise di imparare a suonare la chitarra. Uscì dal Columbia College di Chicago per formare la band degli Alkaline Trio con il batterista Glenn Porter e il bassista Rob Doran.
Dopo la registrazione del primo CD Rob Doran lasciò il gruppo, appena prima della realizzazione di una demo. Al suo posto arrivò Dan Andriano con il quale completarono la demo. La formazione cambiò di nuovo nel 2000, con l'addio inspiegato di Glenn Porter. Mike Felumlee fu chiamato per la registrazione di From Here to Infirmary, ma anche lui lasciò il gruppo verso la fine del tour dell'album. Si alternarono molti batteristi in quel periodo, fino all'arrivo nel 2002 di Derek Grant.

## Vita personale
Skiba si è dichiarato ateo mentre era diventato membro della Chiesa di Satana. Lui ha precedentemente dichiarato di utilizzare la sua tessera di membro per "vedere la gente umiliarsi". In un'intervista con Rock Sound nel 2008 ha dichiarato di essere agnostico. È anche vegetariano.

### Famiglia
Sua madre è insegnante alle scuole elementari, e suo padre è un chirurgo orale; entrambi lavorano a Crystal Lake, Illinois. Ha anche due sorelle gemelle.

## Carriera

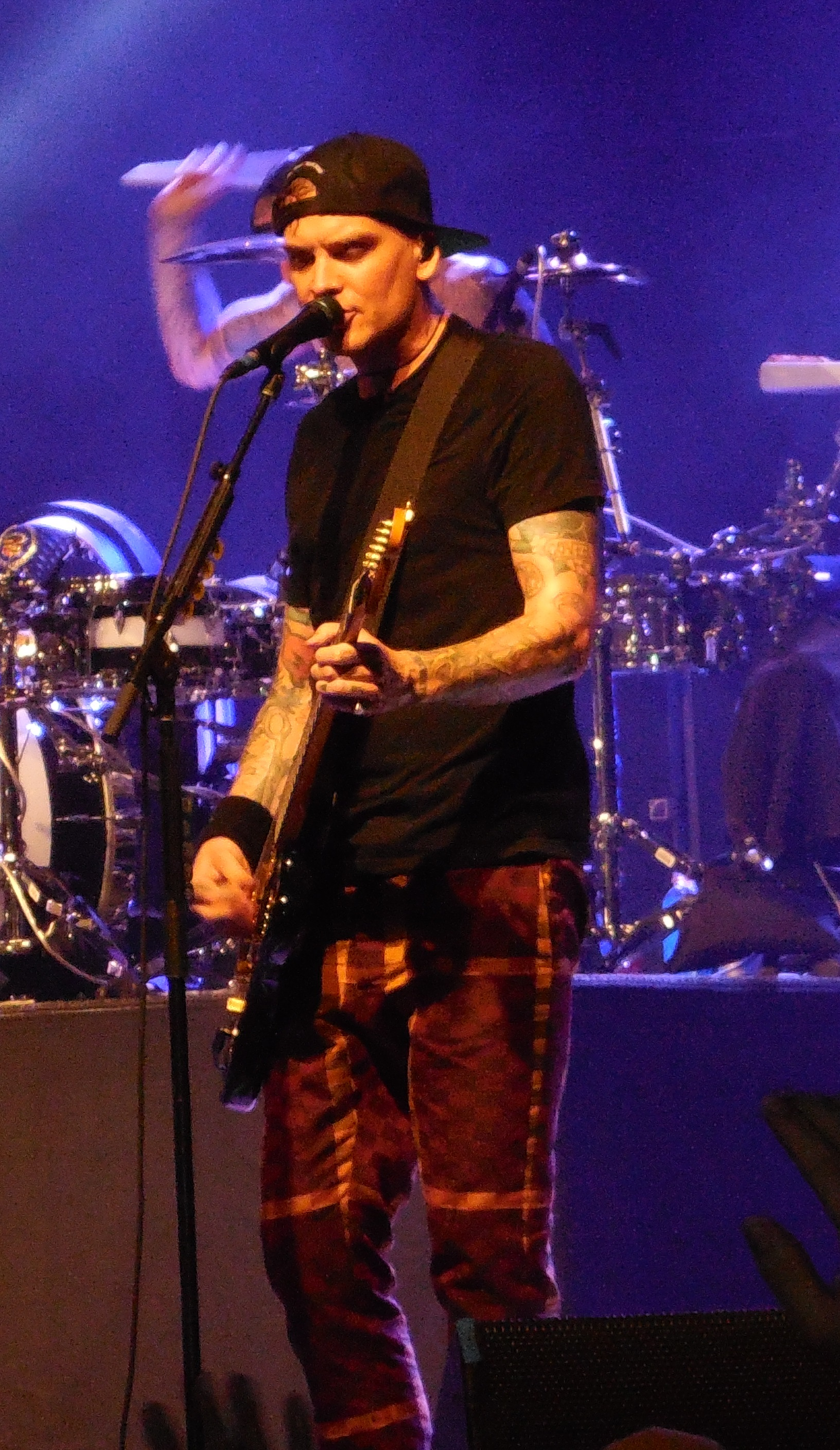
Matt Skiba con i Blink-182 nel 2016

Skiba è l'unico membro originale del Trio (dati i cambiamenti nel formazione che hanno portato agli arrivi di Dan Andriano e di Derek Grant).
Il Trio pubblicò il suo debutto Goddamnit con l'Asian Man Records nel 1998, seguito da Maybe I'll Catch Fire & Alkaline Trio.
Gli Alkaline Trio firmarono con la Vagrant Records nel 2000 e incisero From Here to Infirmary nel 2001, Good Mourning nel 2003, Crimson nel 2005 e Remains nel 2007.
Ultimamente gli Alkaline Trio hanno lanciato Agony and Irony.
Nel 2006 Skiba ha contribuito nella canzone Rock 'n' Roll High School che appare in Brats on the Beat, album tributo dei Ramones.
Skiba è attivo anche come solista; nel 2002 ha inciso il singolo Good Fucking Bye con Kevin Seconds e sempre con lui ha contribuito nel Fat Wreck Chords' 2005 compilation Protect: A Benefit For The National Association To Protect Children.
Nel 2006 ha fondato il side-project Heavens insieme a Josiah Steinbrick degli F-minus con il quale ha pubblicato l'album "Patent Pending" il 12 settembre dello stesso anno seguito dalla pubblicazione della reinterpretazione "Love Will Tear Us Apart" dei Joy Division.
Il 30 dicembre 2008 Steinbrick ha annunciato via My Space lo scioglimento del gruppo. Una curiosità al riguardo è il fatto che Skiba abbia partecipato solamente come cantante e non anche come chitarrista.
È uscito nel maggio 2012 Babylon, primo disco solista di Matt sotto il nome artistico di "Matt Skiba and The Sekrets", che vede coinvolti anche Hunter Burgan, bassista degli AFI, e Jarrod Alexander.
Il 27 gennaio 2015, Matt viene annunciato come sostituto di Tom DeLonge nei blink-182, debuttando con la band il 18 marzo al The Roxy (West Hollywood), in qualità di turnista, poi confermato come membro ufficiale a luglio. Nel settembre 2015 entra in studio con la band per registrare l'album California, uscito il 1º luglio 2016 e il 19 maggio 2017 in versione deluxe.
Nel 2022, con il ritorno di Tom DeLonge nella formazione dei blink-182, esce dal gruppo.

## Discografia
Alkaline Trio 
Album in studio
- 1998 - Goddamnit
- 2000 - Maybe I'll Catch Fire
- 2001 - From Here to Infirmary
- 2003 - Good Mourning
- 2005 - Crimson
- 2010 - This Addiction
- 2011 - Damnesia
- 2013 - My Shame Is True
- 2018 - Is This Thing Cursed?

EP
- 2008 - Agony and Irony
- 2013 - Broken Wings

 Heavens 
- 2006 - Patent Pending

 theHELL 
- 2012 - Sauve les requins EP
- 2013 - Southern medicine EP

 Matt Skiba and The Sekrets 
- 2012 - Babylon
- 2012 - Haven't You EP
- 2015 - Kuts

 Blink-182 
- 2016 - California
- 2019 - Nine

 Collaborazioni 
- New Found Glory – "Forget My Name" on the album Sticks and Stones
- Avoid One Thing – "Pop Punk Band"
- Atari Star – "Winter Birthmark"
- Say Anything – "About Falling" on the double album In Defense of the Genre
- H2O – "What Happened?" on the album Nothing to Prove
- Common Rider – backup vocals on the album This is Unity Music
- Chuck Ragan – "The Boat" on Feast or Famine, "Do What You Do" on Feast or Famine
- Ashes Divide – "The Prey" on Keep Telling Myself It's Alright
- Rise Against – "Hairline Fracture" on Appeal to Reason, "Midnight Hands" on Endgame
- Laura Jane Grace – "Amputations" on Heart Burns
- Jeffree Star – "Louis Vuitton Body Bag" on Beauty Killer
- William Control – "Deathclub" on Underworld: Rise of the Lycans
- Kill Hannah – "Promise Me" on Wake Up the Sleepers
- The Bouncing Souls – "Hybrid Moments" on Complete Control Recording Sessions
- Dave Hause – "Benediction" on Devour
- Teenage Time Killers – "Barrio" on Greatest Hits Vol. 1
- Andy Black – "Stay Alive" on the album "The Shadow Side"

Compilation:
- 2000 - Alkaline Trio
- 2007 - Remains